# Гернот Траунер
Гернот Траунер (нім. Gernot Trauner, нар. 25 березня 1992, Лінц) — австрійський футболіст, центральний захисник клубу «Феєнорд», а також національної збірної Австрії. Чемпіон Нідерландів, фіналіст Ліги конференцій УЄФА.

## Клубна кар'єра
Гернот Траунер народився у Лінці, де й розпочав грати у футбол. У дорослому футболі дебютував 2010 року виступами за місцеву команду ЛАСК, в якій грав до 2012 року, зігравши за два роки лише в 13 матчах чемпіонату.
У 2012 році Гернот Траунер став гравцем клубу «Рід». У новій команді він швидко став гравцем основи. У складі «Ріда» Траунер грав протягом 5 сезонів, за які зіграв у складі команди 104 матчі чемпіонату.

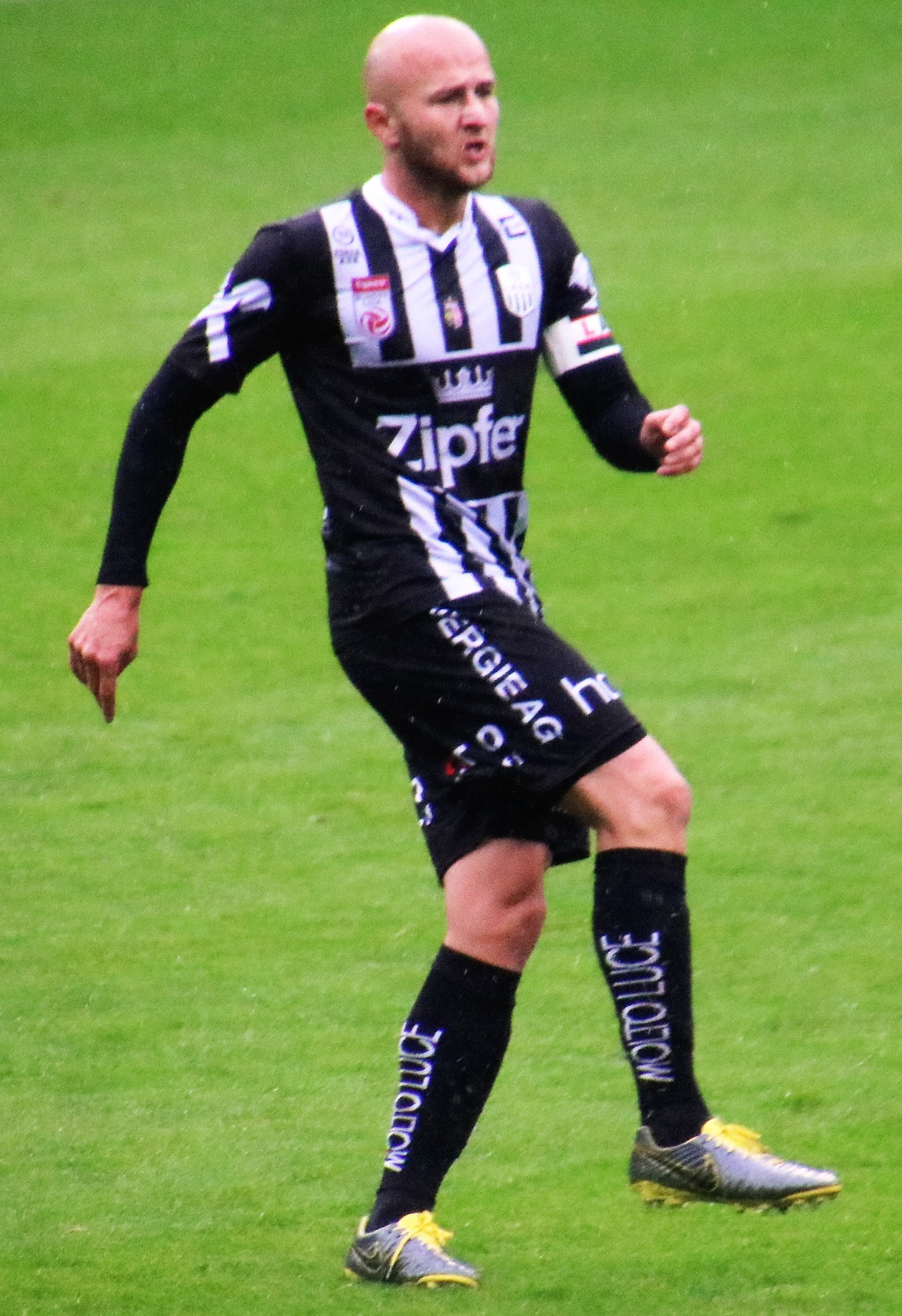
Гернот Траунер під час виступів за ЛАСК. 2019 рік.

Після того, як «Рід» вилетів у другий дивізіон, Траунер повернувся до ЛАСКа перед сезоном 2017/18. Цього разу він зумів стати одним із гравців основи, і за 4 роки зіграв у складі команди 158 ігор в усіх турнірах, а з сезону 2018/19 він також був капітаном команди.
У липні 2021 року Траунер приєднався до нідерландського «Феєнорда» з Роттердама, підписавши контракт до червня 2025 року. 15 серпня в матчі проти «Віллема II» (4:0) він дебютував в Ередивізі. За підсумками першого сезону Траунер став з командою фіналістом Ліги конференцій УЄФА 2021/22 і за підсумками був включений до символічної збірної турніру. У сезоні 2022—2023 років футболіст у складі «Феєнорда» став чемпіоном Нідерландів.

## Виступи за збірні
Гернот Траунер у 2009—2010 роках залучався до складу юнацьких збірних Австрії до 18 років та до 19 років, і з останньою взяв участь у юнацькому чемпіонаті Європи 2010 року у Франції. На турнірі він зіграв у всіх трьох матчах і в грі проти Англії забив гол, втім австрійці не змогли вийти з групи. Загалом на юнацькому рівні взяв участь в 11 іграх, відзначившись 2 забитими голами.
2012 року залучався до складу молодіжної збірної Австрії. На молодіжному рівні зіграв у 3 офіційних матчах.
16 жовтня 2018 року Гернот Траунер дебютував у складі національної збірної Австрії в товариському матчі проти збірної Данії (0:2), замінивши в кінці гри Луїса Шауба. 11 листопада 2020 року у поєдинку проти збірної Люксембургу (3:0) Гернот забив свій перший гол за національну команду. Станом на липень 2023 року зіграв у складі збірної 10 матчів, у яких відзначився 1 забитим м'ячем.

## Досягнення

### Командні досягнення
«Феєнорд»
- Чемпіон Нідерландів: 2022–23[7]
- Володар Кубка Нідерландів: 2023–24[8]
- Фіналіст Ліги конференцій УЄФА: 2021–22

### Особисті досягнення
- Включений до символічної збірної Ліги Європи УЄФА: 2020/21[9]
- Команда місяця Ередивізі: травень 2024[10]